# Seismische tomografie
Seismische tomografie is een discipline waarbij men uitgaande van waargenomen seismische golf informatie verzamelt over het inwendige van de aarde.
Bij een aardbeving registreert men met seismische stations op verschillende plaatsen op aarde de trillingen. Uit de verschillende aankomsttijden van de verschillende golven bepaalt men de loopsnelheden van die golven. Aangezien de snelheden van de verschillende soorten seismische golven afhangen van de materiaaleigenschappen, kan men zo informatie vergaren over het inwendige van de aarde.
Zo heeft men gevonden dat de oceanische platen terugzinken in de mantel tot op grote diepte, wellicht tot net boven de vloeibare aardkern, halverwege het oppervlak en het centrum van de aarde.
Op kleinere schaal worden seismische golven ook benut om naar aardolie en aardgas te zoeken. Hierbij gebruikt men dan een gewone ontploffing van springstof als bron van de seismische golven, of een vibrerende massa. Dit zijn echter reflecterende golven (reflectieseismiek). Tomografie tussen boorgaten wordt toegepast om de ontwikkeling van een olie- of gasveld tijdens de winning in de gaten te houden.